# Bambucha
La bambucha es un plato tradicional de la etnia fang (también conocido como mendja en idioma fang). Consiste en un guiso o salsa de hojas tiernas de yuca machacadas y hervidas con picante y jugo de semillas de palmiste (llamadas localmente como dátiles). Típicamente se acompaña con plátano o yuca hervido o frito. Esta preparación es típica de varios lugares de África, cada una con ligeras variaciones locales:
- Bambucha (en Guinea Ecuatorial)
- Etodjey (en Senegal)
- Kwem (en Camerún)
- Mataba (en las Islas Comoras)
- Matapa (en Mozambique)
- Ngoundja (en la R. Centroafricana)
- Pundu (en Angola y R. Congo)
- Ravitoto (en Madagascar)
- Saka saka (en RD. Congo)

Dependiendo de la tradición de cada lugar, el plato puede tener más consistencia de salsa o de plato de espinacas. También se le puede agregar pescado o marisco, leche de coco, etc. 